# 真夏のオリオン
『真夏のオリオン』（まなつのオリオン）は、2009年6月13日公開された日本映画である。原作は池上司の『雷撃深度一九・五』（文春文庫刊）。

## ストーリー
倉本いずみの元にアメリカから届いた手紙に添えられていた1枚の楽譜、それは、いずみの祖母・志津子が、船乗りたちが吉兆をもたらすと信じる真夏の空に輝くオリオン座に祖父・倉本孝行への想いを託して書いた「真夏のオリオン」という曲だった。
その楽譜がアメリカで保管されていた理由を尋ねて、いずみは元乗組員・鈴木勝海のもとを訪れる。64年前の夏、潜水艦の艦長だった倉本がアメリカの駆逐艦と繰り広げた戦闘の記憶と、真夏のオリオンが照らし出した戦いの結末。

## 登場人物
- 倉本孝行（イ-77潜水艦艦長 / 海軍少佐） - 玉木宏
- 有沢志津子（有沢義彦の妹） / 倉本いずみ（倉本孝行の孫、現代） - 北川景子（二役）
- 有沢義彦（イ-81潜水艦艦長 / 少佐） - 堂珍嘉邦 (CHEMISTRY)

### イ-77潜水艦
- 田村俊雄（水雷長 / 特務大尉） - 益岡徹
- 中津弘（航海長 / 大尉） - 吹越満
- 桑田伸作（機関長 / 特務機関大尉） - 吉田栄作
- 坪田誠（軍医長 / 軍医中尉） - 平岡祐太
- 遠山肇（回天搭乗員） - 黄川田将也
- 秋山吾朗（烹炊長） - 鈴木拓（ドランクドラゴン）
- 鈴木勝海（水雷員） - 太賀
- 岡山宏次（水雷員） - 山田幸伸
- 森勇平（水雷員） - 松尾光次
- 小島晋吉（水測員） - 奥村知史
- 有馬隆夫（機関科員） - 伊藤ふみお
- 久保憲明（回天搭乗員） - 三浦悠

### イ-81潜水艦
- 早川信太（水雷長） - 古秦むつとし
- 山下寛二（水測員） - 戸谷公人

### 米海軍駆逐艦パーシバル
- マイク・スチュワート（艦長） - デイビッド・ウィニング 日本語吹き替え：大塚明夫
- ジョセフ・フリン（副長） - ジョー・レーヨム 日本語吹き替え：平田広明

※ 日本語吹き替えは『日曜洋画劇場』（2010年8月15日放送）のみ

### 現代
- 鈴木勝海（現代） - 鈴木瑞穂

## スタッフ
- 監督：篠原哲雄
- 脚本：長谷川康夫、飯田健三郎
- 脚色：福井晴敏
- 原作：池上司（『雷撃深度一九・五』文春文庫刊：ISBN 978-4104127016）
- 映画化原作：福井晴敏（監修）飯田健三郎（著）（『真夏のオリオン』小学館文庫：ISBN 978-4094083804）
- 音楽：岩代太郎（サントラ盤・バップ：VPCD-81630）
- 主題歌：いつか「願い星〜I wish upon a star〜」（avex io：IOCD-20291）
- 撮影：山本英夫
- 照明：小野晃
- 美術：金田克美
- 装飾：尾関龍生
- 録音：橋本文雄
- 編集：阿部亙英
- 特撮監督：松本肇
- NYユニット監督：岡田俊二
- 監督補：森谷晃育、中西健二
- アクションコーディネーター：瀬木一将
- 音響効果：伊藤進一
- NYユニットプロダクション：マーコム・ビジュアル・クリエーション
  - エグゼクティブ・プロデューサー：深山正史
  - プロデューサー：福森伸一
- 製作統括：早河洋、島谷能成
- 企画：亀山慶二、小滝祥平
- エグゼクティブ・プロデューサー：梅澤道彦、市川南、佐倉寛二郎
- プロデューサー：小久保聡、山田謙司、芳川透
- 製作：｢真夏のオリオン｣パートナーズ（テレビ朝日、東宝、博報堂DYメディアパートナーズ、バップ、小学館、木下工務店、デスティニー、日本出版販売、朝日放送、メ〜テレ、朝日新聞社）
- 製作協力：北海道テレビ、青森朝日放送、東日本放送、福島放送、新潟テレビ21、北陸朝日放送、山口朝日放送、瀬戸内海放送、愛媛朝日テレビ、九州朝日放送、長崎文化放送、熊本朝日放送、大分朝日放送、鹿児島放送、琉球朝日放送
- 製作プロダクション：デスティニー + クロスメディア
- 配給：東宝